# Karl August von Hardenberg

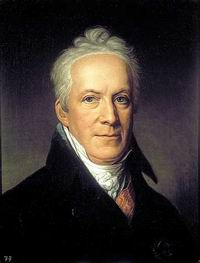
Karl August von Hardenberg

Karl August von Hardenberg (Essenrode 31 mei 1750 - Genua 26 november 1822), baron, sinds 1778 graaf en sinds 1814 prins, was een Pruisisch staatsman en hervormer.

## Achtergrond
Hardenberg was een telg uit een Nederduits aristocratisch geslacht met goederen in het keurvorstendom Hannover en een verwant van de auteur Novalis (Friedrich von Hardenberg). Hij was het oudste kind van Christian Ludwig von Hardenberg, militair in Hannoveraanse dienst, en Anna Sophia Ehrengart von Bülow.

## Hannover en Brunswijk
Hij begon in 1766 met studies aan de Universiteit van Göttingen, studeerde in 1768 een jaar aan de Universiteit van Leipzig en vervolgens tot 1770 weer te Göttingen, waar hij zich met name op het recht concentreerde. Na zijn studietijd kreeg hij een functie in het ministerie van Justitie van Hannover. In 1772 en 1773 bezocht hij om zijn politieke horizon te verbreden op advies van de koning-keurvorst George III de Duitse landen, Frankrijk, de Nederlanden en Engeland. Na zijn terugkeer werd hij gezant in de Nederlanden. Hij huwde in 1774 de 15-jarige gravin Christiane Friederike Juliane von Reventlow, bij wie hij een zoon en een dochter verwekte. Het huwelijk werd in 1788 ontbonden.
Ten gevolge van zijn gestagneerde carrière en de affaire van zijn vrouw met de Prins van Wales, de latere George IV, verliet Hardenberg in 1782 de Hannoveraanse dienst en trad hij in dienst van de hertog van Brunswijk, Karel Willem Ferdinand. Zijn carrière in Brunswijk verliep weinig voorspoedig en ook werd hij het mikpunt van roddels vanwege zijn meteen na zijn scheiding gesloten tweede huwelijk met Sophie von Lenthe, die haar man vanwege hem had verlaten. Dit huwelijk duurde tot 1801. Ook van zijn derde vrouw Charlotte Schöneknecht, met wie hij in 1807 trouwde, zou hij later scheiden.

## Ansbach-Bayreuth en Pruisen
Hardenberg kreeg na de dood van Frederik de Grote (1786) van Karel Willem Ferdinand de opdracht Frederiks testament aan diens opvolger Frederik Willem II te overhandigen. Deze laatste, zo op Hardenberg attent gemaakt, beval hem in 1790 als minister aan bij Karel Alexander, markgraaf van Brandenburg-Ansbach en Brandenburg-Bayreuth, een functie die hij met graagte accepteerde. Ook nadat de markgraaf zijn vorstendommen aan Pruisen had verkocht (1791), bleef Hardenberg deze gebieden - nu in Pruisische dienst - besturen. Met een uitgelezen selectie medewerkers, onder wie Alexander von Humboldt, vormde hij Ansbach-Bayreuth om tot een Pruisische modelprovincie.
Hij speelde in 1795 een beslissende rol in het tot stand komen van de Vrede van Bazel. Na de troonsbestijging van Frederik Willem III (1797) kreeg hij verschillende belangrijke politieke en diplomatieke functies. In 1804 werd hij als opvolger van Christian von Haugwitz minister van Buitenlandse Zaken. In die hoedanigheid bleef hij aan de Pruisische neutraliteit vasthouden, hoewel hij toenadering tot Engeland zocht. Wat betreft de binnenlandse politiek streefde hij net als Heinrich Friedrich Karl vom und zum Stein naar afschaffing van het boven de ministeries staande koninklijke kabinet. Na de Pruisische nederlaag in de Slag bij Jena en Auerstedt (1806) nam hij zijn ontslag. In 1807 werd hij, vooral op aandringen van tsaar Alexander I, weer als minister van Buitenlandse Zaken aangesteld, maar reeds kort daarna bij de Vrede van Tilsit door toedoen van Napoleon weer ontslagen.

## Pruisische hervormingen
Hardenberg verbleef sindsdien te Riga en op zijn landgoed Tempelhof bij Berlijn tot hij in 1810 Frederik Willem III zijn diensten aanbood bij het herstellen van de door Napoleon geruïneerde financiën van het land. Hij werd hierop - met Napoleons toestemming - na het ontslag van Stein en Karl vom Stein zum Altenstein tot staatskanselier (eerste minister) benoemd. Dit luidde de belangrijkste periode in zijn carrière in.

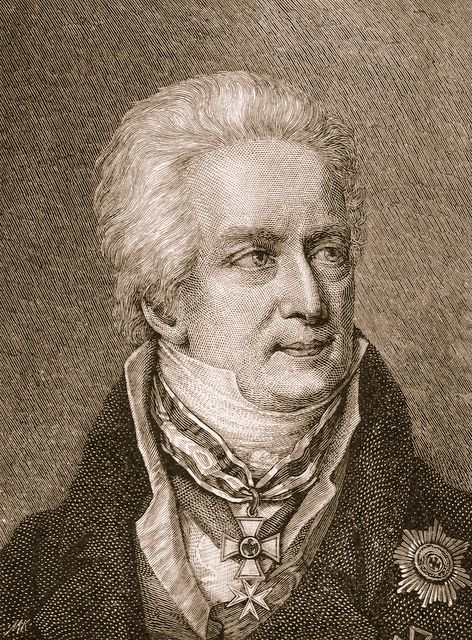
Karl August von Hardenberg

Hij zette sinds 1810 de door Stein begonnen hervormingen door, waarover hij zijn ideeën te Riga in zijn Denkwürdigkeiten had neergeschreven. Hij huldigde het democratische principe, maar hield vast aan de monarchie. In 1810 seculariseerde hij kerkelijke bezittingen en hief hij de gilden op, trachtte gelijke belasting voor alle inwoners in te voeren, voerde de boerenbevrijding door en in 1812 de emancipatie van de joden. De publieke opinie trachtte hij voor zich te winnen door leden van de hogere middenklasse uit te nodigen voor een raadgevende vergadering. Zijn fiscale maatregelen konden door verzet van de adel echter slechts ten dele worden doorgevoerd en ook de boerenbevrijding liep deels stuk op de conservatieve oppositie.
Hardenberg voerde tegenover Frankrijk een politiek van voorzichtige toenadering, maar zag na Napoleons mislukte Russische veldtocht (1812) de kans zich van het Franse juk te bevrijden. Hij drong er bij Frederik Willem III op aan de alliantie met Frankrijk te behouden totdat hij een verdrag met Rusland had gesloten. Dit gebeurde in 1813 door toedoen van Karl vom und zum Stein (Verdrag van Kalisch). Hardenberg leidde de Pruisische politiek gedurende de Zesde Coalitieoorlog (1813-1814) en tekende de Vrede van Parijs. Te Parijs werd hij in 1814 in de vorstenstand verheven, waarbij hij het ambt Quilitz kreeg, dat in Neuhardenberg werd omgedoopt.

## Laatste jaren
Hardenberg vertegenwoordigde Pruisen op het Congres van Wenen (1814-1815), waar hij afzag van de annexatie van Saksen in ruil voor annexaties elders. In de reactionaire periode na 1815 was de tijdgeest niet aan zijn zijde en met name na 1819 (Besluiten van Karlsbad, ontslag van Wilhelm von Humboldt) taande zijn invloed. De vorming van een algemene volksvertegenwoordiging kon hij niet doorzetten (pas in 1847 werd een Verenigde Landdag bijeengeroepen), zijn agrarische hervormingen werden tegengewerkt en ook zijn andere hervormingspogingen konden niet tegen de heersende restauratietendens op. Hij was aanwezig bij de congressen van Aken (1818), Karlsbad (1819), Troppau (1820), Laibach (1821) en Verona (1822). Op de terugweg van het laatstgenoemde congres maakte hij voor zijn gezondheid nog een reis door Noord-Italië. Hij werd in Pavia ziek en stierf op 26 november 1822 te Genua.
Hardenberg raakte na zijn dood enigszins in de vergetelheid. In de late negentiende eeuw werd hij onder invloed van Leopold von Ranke weer gewaardeerd als redder van de Pruisische staat. De grote invloed van zijn sociale hervormingen wordt pas sinds de twintigste eeuw erkend.
Karl August von Hardenberg · Christian Günther von Bernstorff · Johann Peter Friedrich Ancillon · Heinrich Wilhelm von Werther · Mortimer Maltzan · Heinrich von Bülow · Karl Ernst Wilhelm von Canitz und Dallwitz · Adolf Heinrich von Arnim-Boitzenburg · Heinrich Alexander von Arnim · Alexander von Schleinitz · Rudolf von Auerswald · August Heinrich Hermann von Dönhoff · Friedrich Wilhelm von Brandenburg · Heinrich Friedrich von Arnim-Heinrichsdorff-Werbelow · Friedrich Wilhelm von Brandenburg (a.i.) · Alexander von Schleinitz · Joseph von Radowitz · Otto Theodor von Manteuffel · Alexander von Schleinitz · Albrecht von Bernstorff · Otto von Bismarck · Herbert von Bismarck (a.i.) · Leo von Caprivi · Adolf Hermann Marschall von Bieberstein · Bernhard von Bülow · Theobald von Bethmann Hollweg · Georg Michaelis · Georg von Hertling · Max van Baden
- Bibsys: 14023860
- Bibliothèque nationale de France: cb12186032b (data)
- CiNii: DA09018843
- Gemeinsame Normdatei: 118545906
- International Standard Name Identifier: 0000 0001 0864 6680
- Library of Congress Control Number: n84084752
- Nationale Bibliotheek van Letland: 000109506
- Nationale Bibliotheek van Tsjechië: js2015856407
- Nationale Bibliotheek van Israël: 987007262199605171
- Nationale Bibliotheek van Polen: a0000001995083
- Nederlandse Thesaurus van Auteursnamen: 070535256
- Système universitaire de documentation: 030448158
- Virtual International Authority File: 4975077
- WorldCat: E39PBJwmVFwCQXrY7XFPdjRMyd